# Calea ferată Suceava–Roman
Calea ferată Suceava-Roman este o linie principală de cale ferată în România. Aceasta traversează partea de nord-est a țării, în regiunea istorică Moldova.

## Istoric

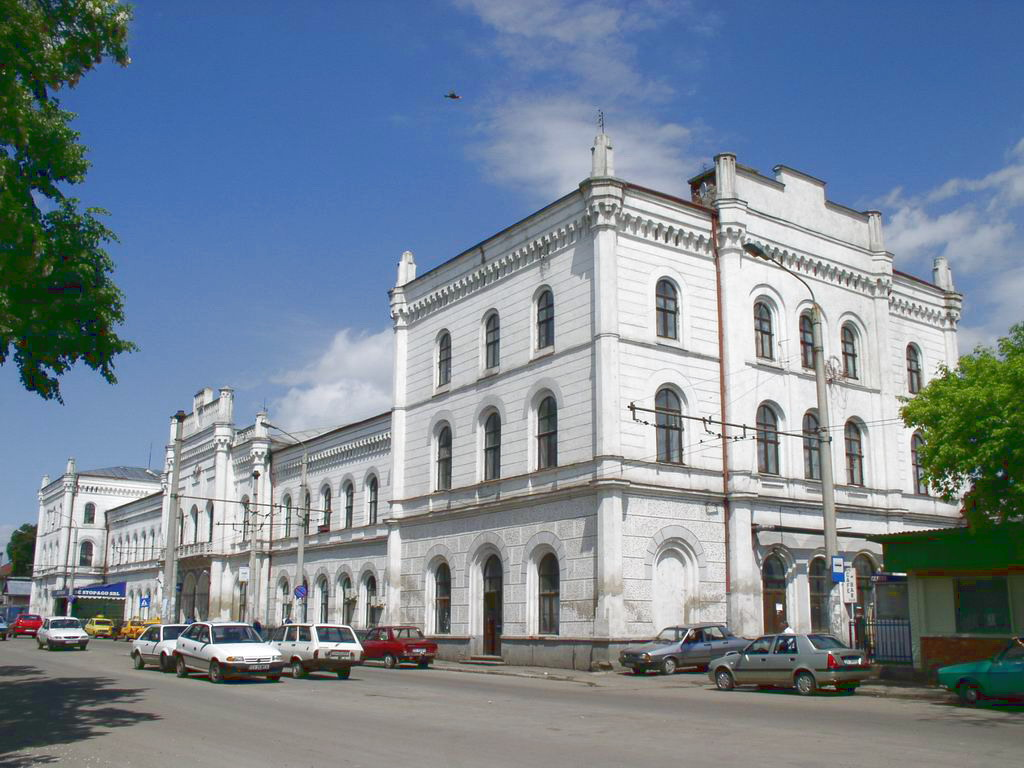
Gara Suceava Nord (anterior Itzkany)

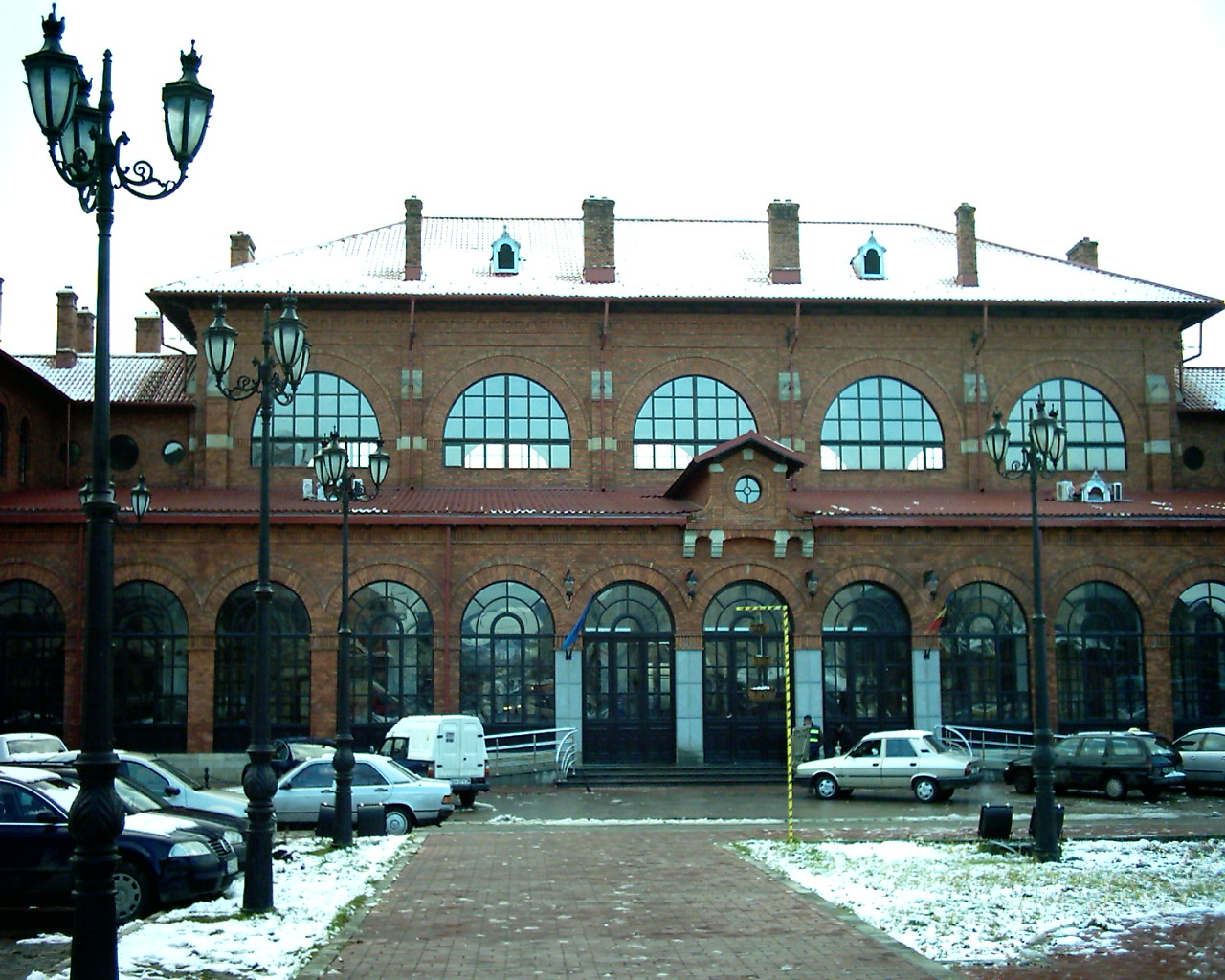
Gara Suceava (anterior Burdujeni)

La 1 septembrie 1866 a fost inaugurată calea ferată care lega orașele Liov (în germană Lemberg) și Cernăuți (în germană Czernowitz) din Austro-Ungaria. Ea a fost construită și pusă în exploatare de către compania feroviară Lemberg-Czernowitz-Jassy Eisenbahn (LCJE). Aceasta obținuse la 15 mai 1867 concesiunea pentru continuarea căii ferate până la Suceava, aflată atunci pe granița dintre Austro-Ungaria și România. 
Pe partea românească, construcția rețelei de cale ferată dintre România și Austro-Ungaria s-a desfășurat cu rapiditate. A fost planificată realizarea unei legături de la frontiera austriacă prin porturile dunărene Galați și Brăila către București, capitala României. În acest scop, directorul general al Lemberg-Czernowitz-Eisenbahn, Viktor Ofenheim, a primit în anul 1867 un contract preliminar. În același timp, în 1868, guvernul român a hotărât să acorde consorțiului aflat în proprietatea antreprenorului german de origine evreiască Bethel Henry Strousberg contractul de construcție a majorității tronsoanelor din Calea ferată București-Galați-Roman. Prin liniile de cale ferată pe care le administra în Bucovina, Lemberg-Czernowitz-Eisenbahn a contribuit la îmbunătățirea condițiilor logistice din partea de nord a rețelei feroviare a României și i s-a atribuit contractul de construcție pentru traseul de la Suceava la Roman cu o linie de legătură de la Pașcani la Iași. Având în vedere extinderea rețelei sale, compania Lemberg-Czernowitz-Eisenbahn a fost redenumită în 1868 „K. k. priv. Lemberg-Czernowitz-Jassy-Eisenbahngesellschaft“. La 25 decembrie 1869 a fost deschis traseul feroviar Suceava-Roman. Împreună cu Calea ferată Cernăuți-Suceava inaugurată cu o lună și jumătate în urmă, România dispunea acum de o rețea feroviară conectată cu țările din străinătate. Granița austro-română era situată între gările Itzkany (în română Ițcani, astăzi Gara Suceava Nord) și Burdujeni (azi Gara Suceava). Ițcani și Burdujeni sunt astăzi cartiere ale municipiului Suceava.
În ciuda importanței sale, traseul a funcționat în pierdere din cauza condițiilor economice dificile din Bucovina și din nordul Moldovei. Traseul Cernăuți-Suceava, aflat pe teritoriul austriac, a fost pus între anii 1872-1875 sub sechestru de către guvernul austriac. În anii 1888/1889 partea de traseu românesc și în 1889-1894 și partea de traseu austriac au fost naționalizate prin plata unor despăgubiri adecvate; aceste operațiuni au fost efectuate de către Căile Ferate Austriece cezaro-crăiești de Stat (kkStB) și de Căile Ferate Române.
După primul război mondial, Bucovina s-a unit cu România; astfel, întreaga cale ferata descrisă aici s-a aflat pe teritoriul românesc.
Între anii 1972-1975 s-a realizat o dublare a căii ferate pe acest traseu.

## Situație actuală
Întregul traseu este cu cale ferată dublă și electrificată cu curent alternativ (25 kV, 50 Hz). El face parte din Magistrala CFR 500 de la Suceava la București, care traversează România de la nord la sud (pe partea de est a țării) și este intens utilizat atât pentru traficul de persoane, cât și pentru cel de marfă.

## Imagini

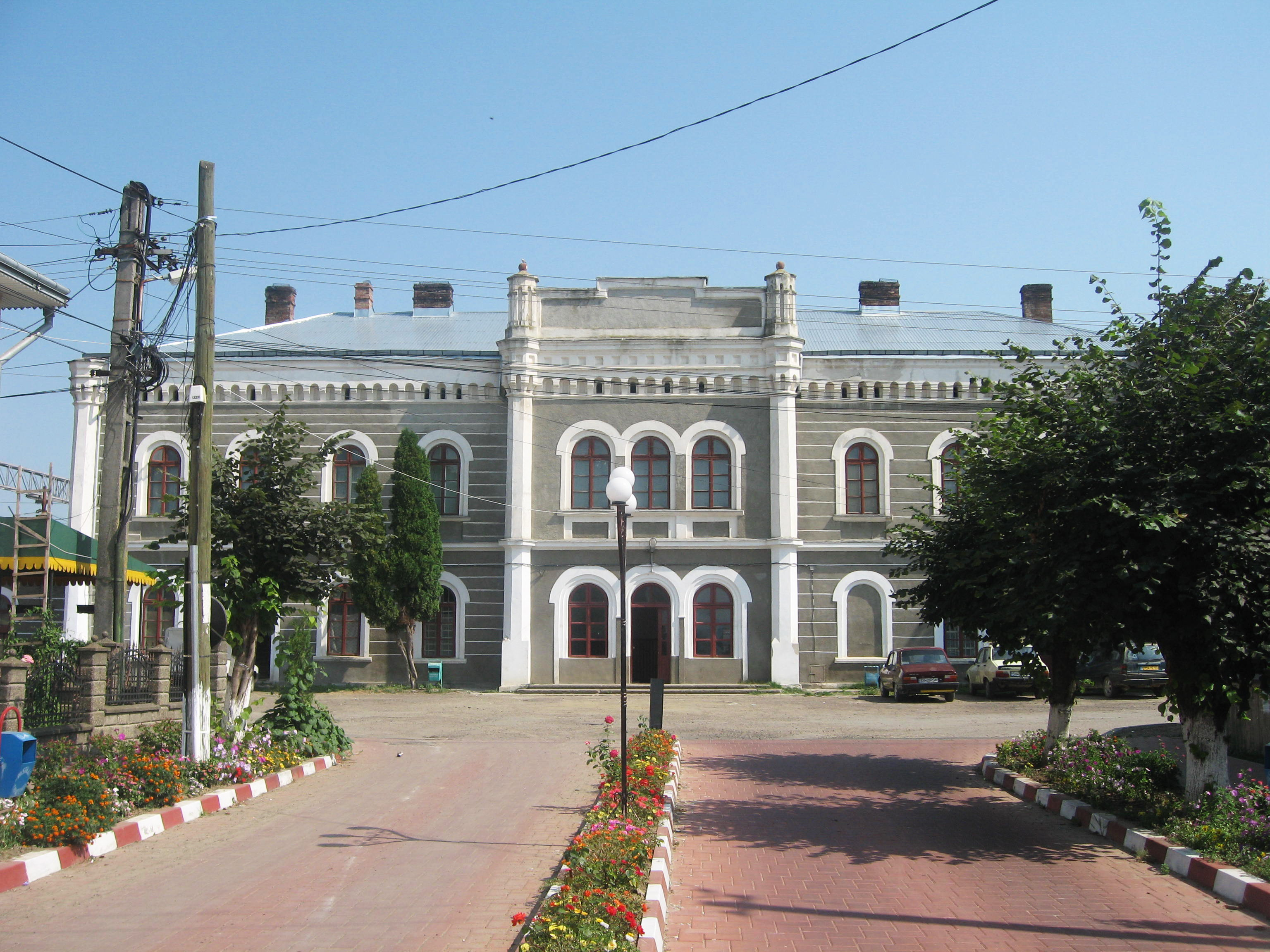
Gara Vereşti
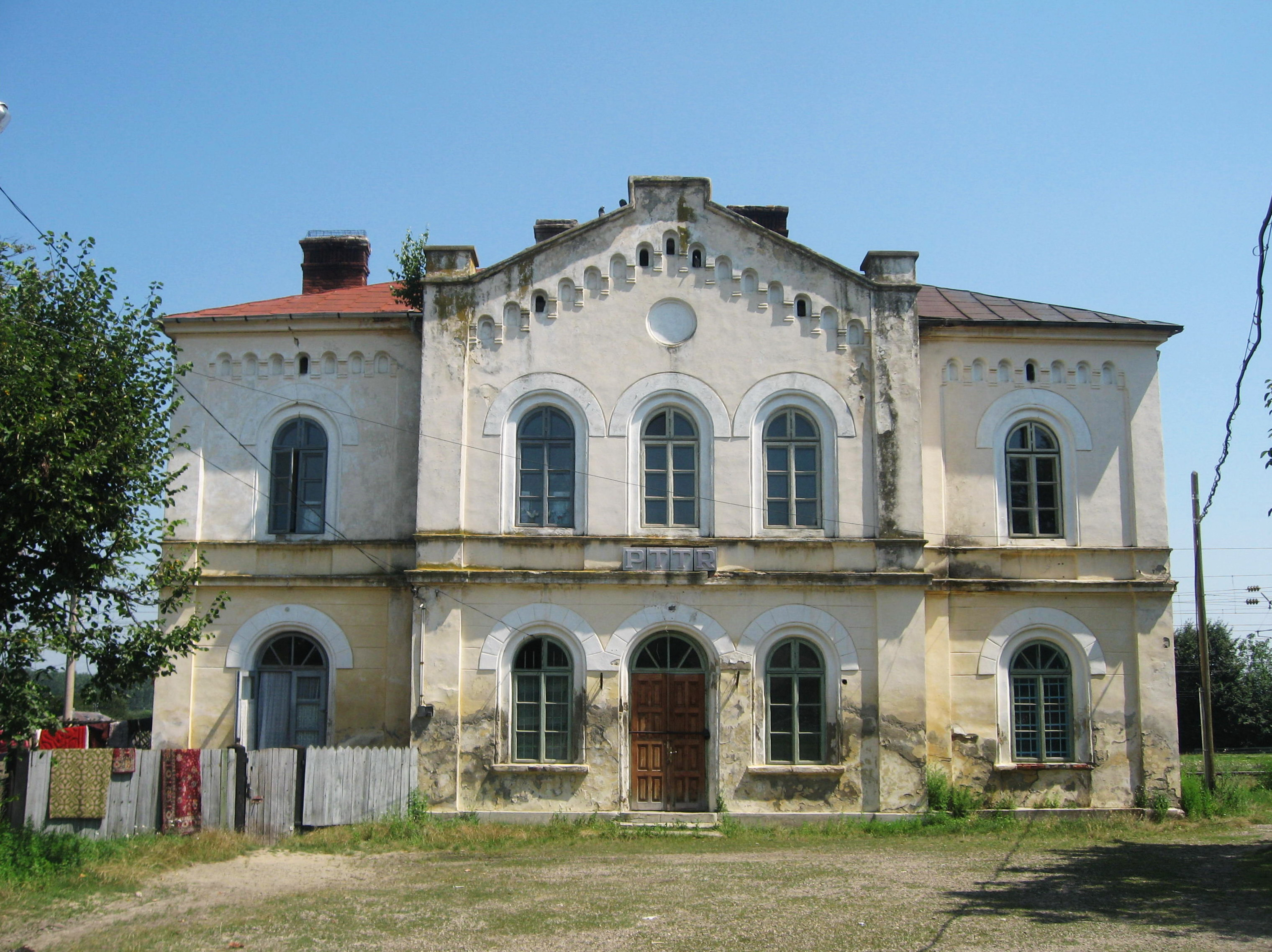
Gara veche din Liteni
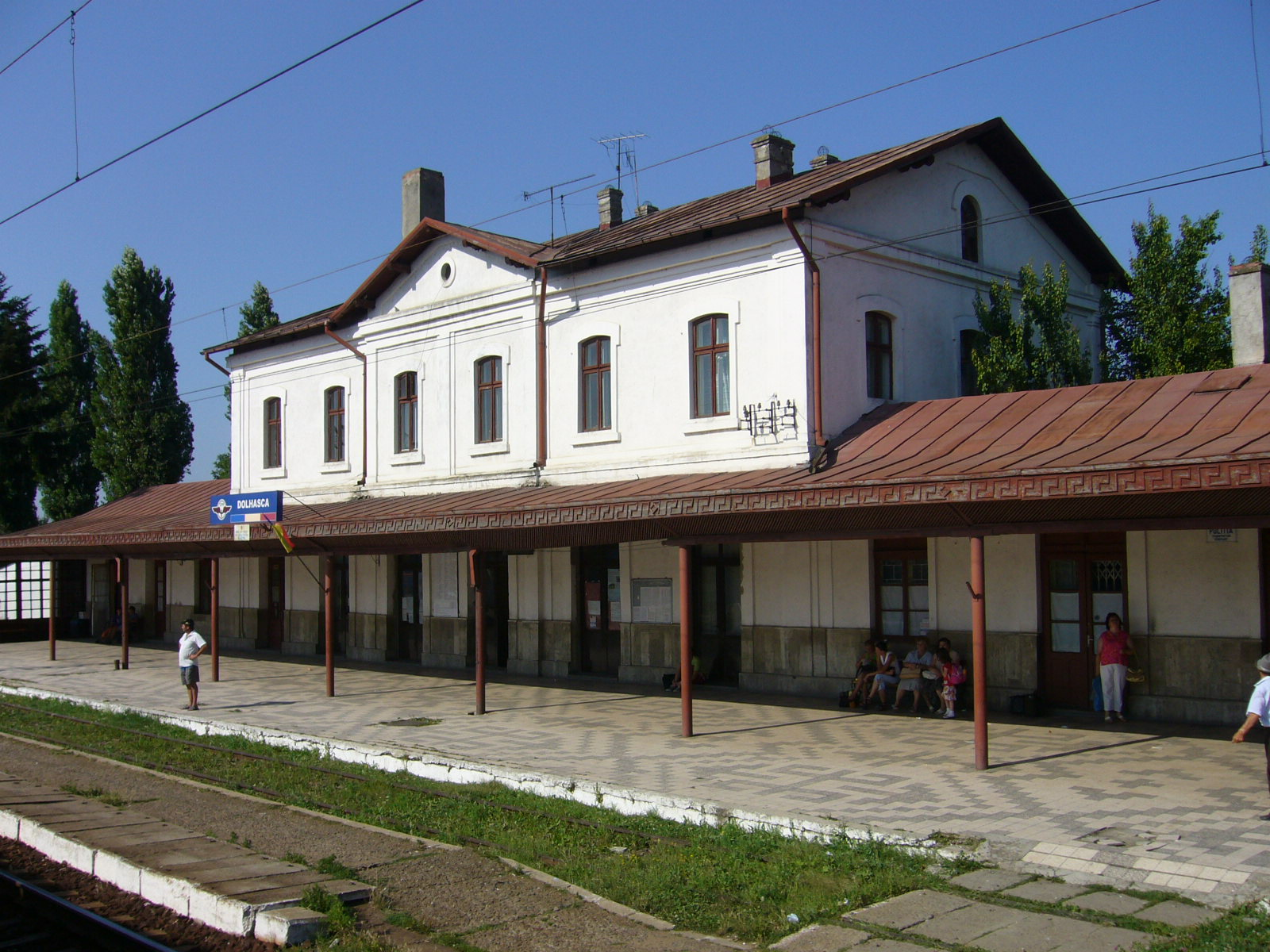
Gara veche din Dolhasca
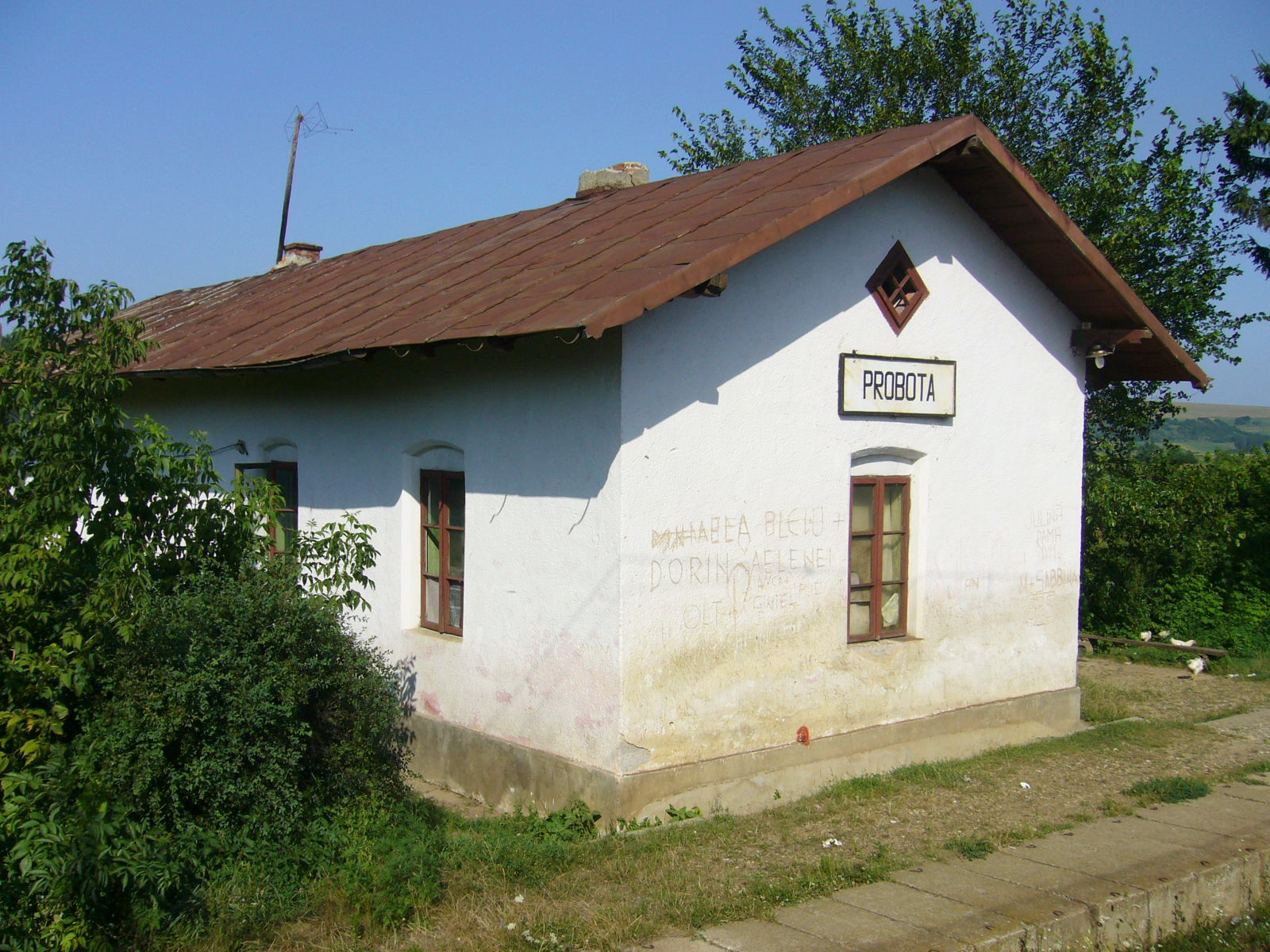
Halta Probota
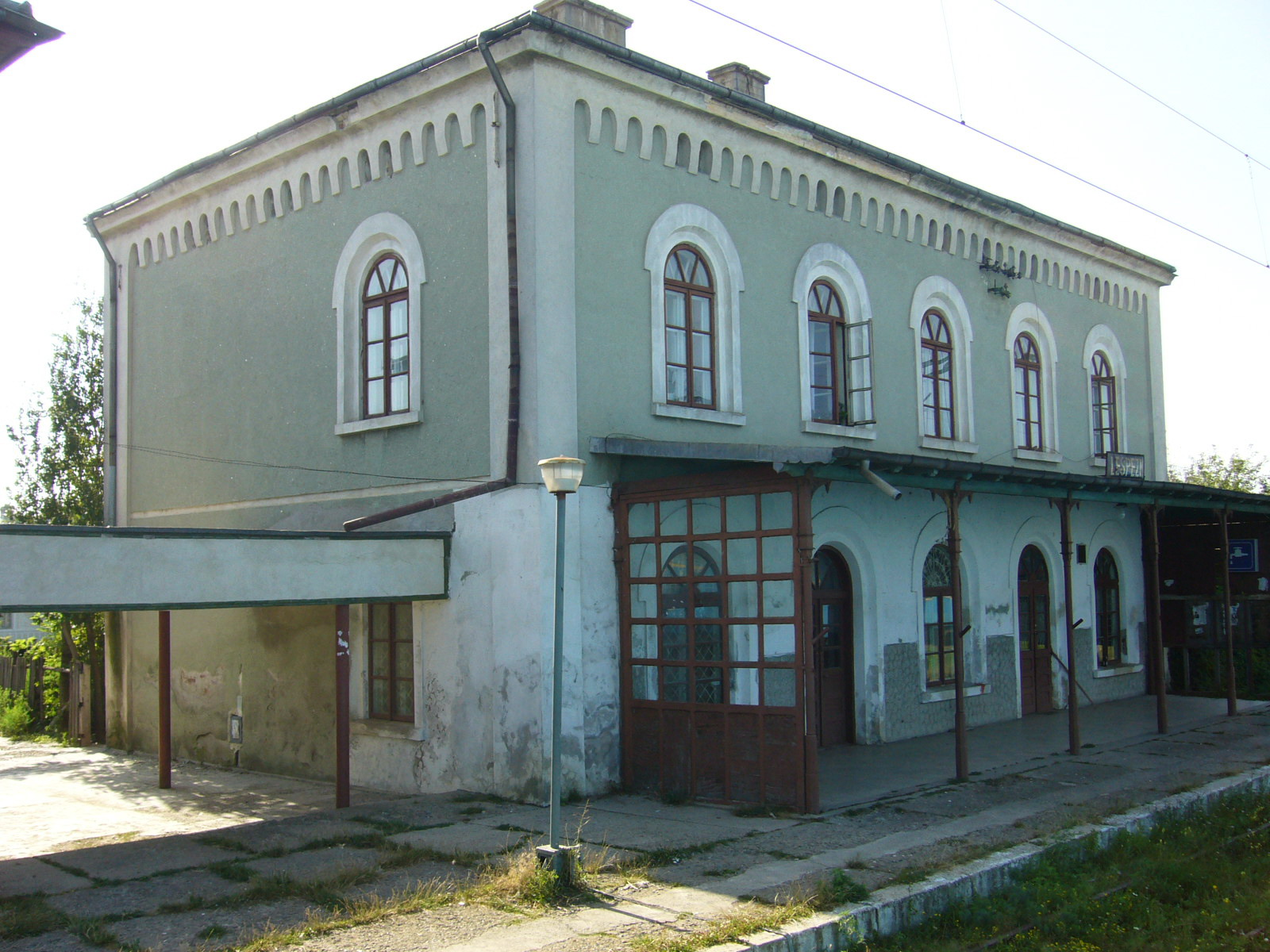
Gara veche din Lespezi